# Three O'Clock High (álbum)
Three O'Clock High es la décima banda sonora compuesta por el grupo alemán de música electrónica Tangerine Dream. Publicada en 1987 por el sello Varèse Sarabande se trata de la música compuesta para la película homónima dirigida por Phil Joanou y protagonizada por Casey Siemaszko. Destaca también por incluir en la banda sonora canciones compuestas e interpretadas por Sylvester Levay, Jim Walker, David Tickle y Rick Morotta.
Steven McDonald, en su crítica para AllMusic, califica el álbum "Tendría un mejor conjunto en general si las contribuciones de Sylvester Levay se hubieran dejado de lado. Edgar Froese y compañía estaban en buena forma para este conjunto, dotándolo del músculo y fuerza que falta en muchas bandas sonoras de Tangerine Dream. El material de Levay, encapsulado en la mitad del álbum, debilita el conjunto considerablemente mientras que las canciones de cierre son, simplemente, de rigor."

## Producción
Para esta comedia adolescente, que narra las desventuras de un estudiante de instituto poco popular que se ve obligado a pelear contra un estudiante más fuerte e intimidante y de mala reputación, Tangerine Dream proporcionó un amplio número de canciones instrumentales de estilo electrónico que, salvo excepciones, son de breve duración. 
Además de las canciones compuestas por Edgar Froese, Christopher Franke y Paul Haslinger, en lo que fue su primera banda sonora como miembro de Tangerine Dream, también se incluyeron canciones compuestas por Sylvester Levay y dos canciones de cierre por David Tickle y Rick Morotta una de las cuales, «Something To Remember Me By», está coescrita e interpretada por Jim Walker.

## Lista de canciones
| N.º   | Título                                                      | Escritor(es)                                   | Duración |  |
| 1.    | «It's Jerry's Day Today»                                    | Christopher Franke Edgar Froese Paul Haslinger | 0:44     |  |
| 2.    | «46-32-15»                                                  | Christopher Franke Edgar Froese Paul Haslinger | 0:47     |  |
| 3.    | «No Detention»                                              | Christopher Franke Edgar Froese Paul Haslinger | 1:01     |  |
| 4.    | «Any School Bully Will Do»                                  | Christopher Franke Edgar Froese Paul Haslinger | 0:33     |  |
| 5.    | «Go To The Head Of The Class»                               | Christopher Franke Edgar Froese Paul Haslinger | 3:10     |  |
| 6.    | «Sit» (Interpretada por Sylvester Levay)                    | Sylvester Levay                                | 0:47     |  |
| 7.    | «The Fight» (Interpretada por Sylvester Levay)              | Sylvester Levay                                | 2:35     |  |
| 8.    | «Jerry's Decision» (Interpretada por Sylvester Levay)       | Sylvester Levay                                | 4:28     |  |
| 9.    | «The Fight Is On» (Interpretada por Sylvester Levay)        | Sylvester Levay                                | 4:39     |  |
| 10.   | «Paper» (Interpretada por Sylvester Levay)                  | Sylvester Levay                                | 1:28     |  |
| 11.   | «Big, Bright Brass Knuckles»                                | Christopher Franke Edgar Froese Paul Haslinger | 1:18     |  |
| 12.   | «Buying Paper Like It's Going Out Of Style»                 | Christopher Franke Edgar Froese Paul Haslinger | 1:35     |  |
| 13.   | «Dangerous Trend»                                           | Christopher Franke Edgar Froese Paul Haslinger | 0:54     |  |
| 14.   | «Who's Chasing Who»                                         | Christopher Franke Edgar Froese Paul Haslinger | 0:59     |  |
| 15.   | «Bonding By Candlelight»                                    | Christopher Franke Edgar Froese Paul Haslinger | 1:35     |  |
| 16.   | «You'll Never Believe It»                                   | Christopher Franke Edgar Froese Paul Haslinger | 2:19     |  |
| 17.   | «Starting The Day Off Right»                                | Christopher Franke Edgar Froese Paul Haslinger | 1:16     |  |
| 18.   | «Weak At The Knees»                                         | Christopher Franke Edgar Froese Paul Haslinger | 2:34     |  |
| 19.   | «Kill Him (The Football Dummy)»                             | Christopher Franke Edgar Froese Paul Haslinger | 1:04     |  |
| 20.   | «Not So Quiet In The Library/Get Lost In A Crowd»           | Christopher Franke Edgar Froese Paul Haslinger | 1:34     |  |
| 21.   | «Something To Remember Me By» (Interpretada por Jim Walker) | Jim Walker Rick Morotta David Tickle           | 4:12     |  |
| 22.   | «Arrival» (Interpretada por Rick Morotta y David Tickle)    | Rick Morotta David Tickle                      | 2:10     |  |
| 41:42 |                                                             |                                                |          |  |

## Personal
- Christopher Franke - interpretación, ingeniería de grabación y producción
- Edgar Froese - interpretación, ingeniería de grabación y producción
- Paul Haslinger - interpretación, ingeniería de grabación y producción
- Sylvester Levay - interpretación y producción
- Jim Walker - interpretación y producción
- David Tickle - interpretación y producción
- Rick Moratta - interpretación y producción